# Sin-le-Noble Communal Cemetery
Sin-le-Noble Communal Cemetery is een Britse militaire begraafplaats gelegen in de Franse plaats Sin-le-Noble (Noorderdepartement). De begraafplaats wordt onderhouden door de Commonwealth War Graves Commission.
De begraafplaats telt 4 geïdentificeerde Gemenebest graven uit de Eerste Wereldoorlog.